# Ocimène
L'ocimène est un composé organique de la famille des monoterpènes, de formule brute C10H16. Il possède quatre isomères proches qui se différencient par la localisation de leurs insaturations.
L’ocimène est un composé de nombreuses huiles essentielles résultant de végétaux. On trouve cette molécule dans différents végétaux avec des propriétés et des stabilités empêchant notamment son oxydation. Elle est utilisée dans des huiles ou des parfums pour son odeur. On qualifie aussi cette molécule de phéromone.

## Propriétés et réaction

### Propriétés
| Nocif |

| inflammable |

| irritant toxique |

La conservation de l’ocimène dans l’acétone empêche son oxydation en acide acétique, oxalique et malonique.
L'alloocimène est thermodynamiquement plus stable que ses autres isomères, cela s'explique par une conjugaison de toutes les doubles liaisons, cela rend la molécule plus stable.

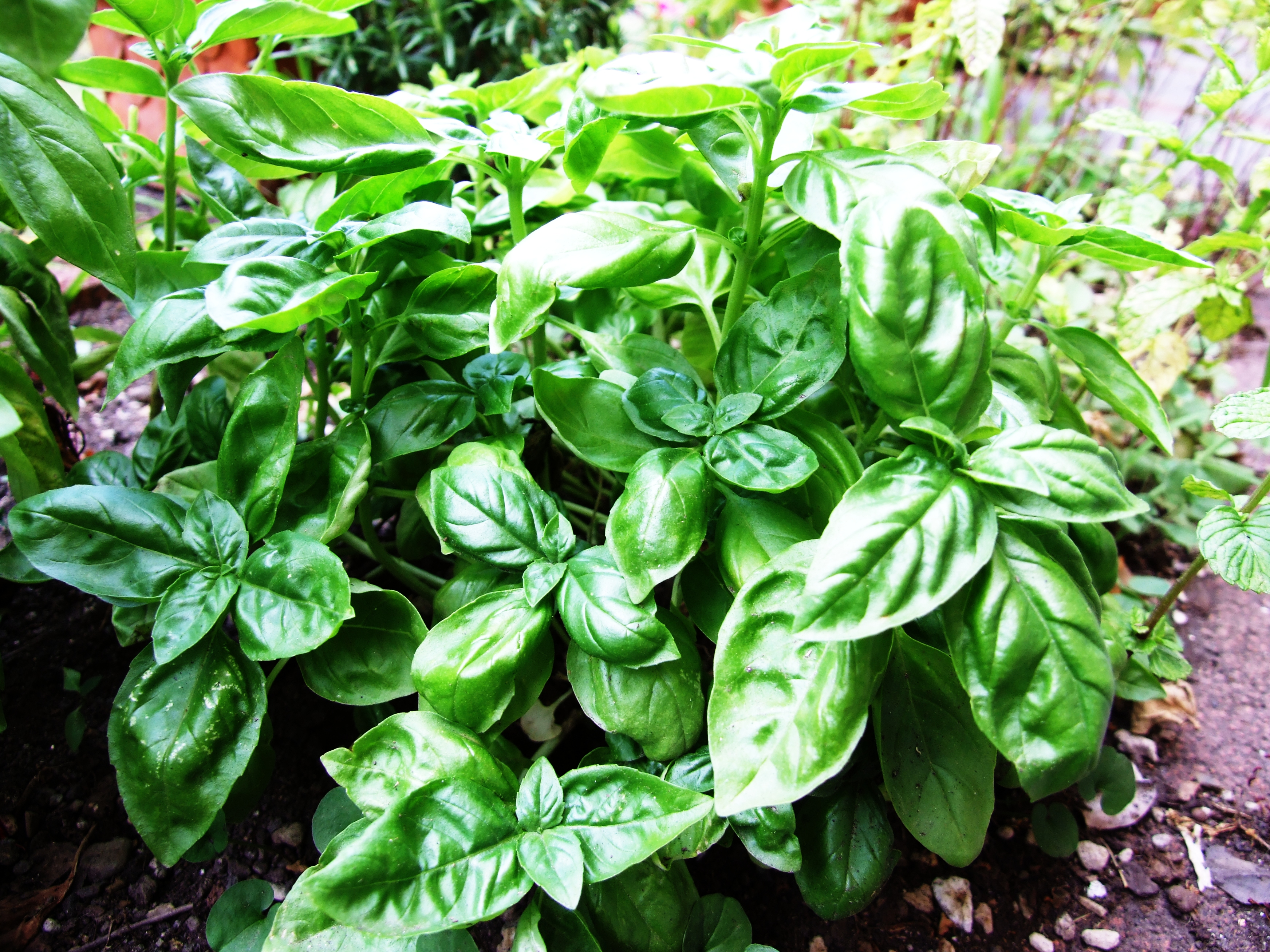
Feuilles de basilic.

### Extraction
Lorsque l’on veut extraire l’ocimène d’une plante, il faut d’abord se débarrasser des composés phénoliques présents à environ 30 à 40 % dans le végétal. On procède par un traitement à la soude.
On réalise la distillation de la plante, on obtient une fraction solide ou colophane que l'on dilue dans un solvant approprié que l'on élimine ensuite sous vide après séparation. Ces étapes permettent l’obtention d’une huile volatile ou essence contenant l’ocimène mais aussi beaucoup d’autres composés ayant une masse molaire relativement faible pour garder son caractère volatil. Ce type de mélange a rendu difficile la détermination des formules exactes de l'ocimène à cause de l’instabilité de chaque isomère.
On peut trouver également quelques hydrocarbures dans l'huile, ce qui peut être dû, au moins partiellement, au résultat de la déshydratation des alcools présents dans la source naturelle. Les techniques modernes de l'head space (analyse directe de l'air environnant la plante) évite la formation d'artefact.
Plusieurs isomères de l'ocimène se forment lors de la dégradation des plantes pendant le processus d’extraction. Cela signifie que des traces d'acides sont présentes durant la distillation d'extrait naturel.
Mais l'ocimène est et reste toujours minoritaire en tant que monoterpène comparé au limonène par exemple ou encore au myrcène.

### Oxydation à l'air
L’ocimène subit une oxydation facilitée lors d'une exposition relativement courte à l'air pour former une résine jaune. L'ocimène peut donc être préservé dans les conditions atmosphériques sans dioxygène. Dans ces conditions, l'ocimène bout en se décomposant entre 176 °C et 178 °C.

### Réaction
Sous forme de résine, l’ocimène ne possède pas les caractéristiques des cristaux. La résine obtenue contient les différents isomères de l’ocimène. Un seul composé plus stable, l’alloocimène, est obtenu en faisant bouillir la résine pendant quelques heures, il s’agit d’une isomérisation, cette réaction s’effectue préférentiellement.
L’alloocimène ainsi obtenu forme un carbocation en milieu acide. Par conséquent, la présence de l'alloocimène peut être une indication de l'isomérisation pendant la distillation plutôt que la présence naturelle dans l'huile et dans la plante.
L'ocimène est réduit par le sodium dans l'alcool absolu. La formation de dihydro-ocimène indique la présence d’au moins deux doubles liaisons conjuguées. L'oxydation de l'ocimène par du permanganate de potassium provoque une forte dégradation de la molécule en milieu basique ou dans un milieu contenant de l'acétone. Cela fournit un élément d’identification de la molécule.
Il est également possible d'obtenir l'ocimène par isomérisation d'un pinène, il suffit de décycliser la molécule. Également, il est possible d'obtenir l'ocimène à partir du géranyl diphosphate par élimination du groupe diphosphate.
Le géranyl diphosphate est le précurseur de tous les monoterpènes.

## Odeur
L'ocimène émet une odeur citrique, chaude, florale, douce, herbacée, très particulière et forte. Les ocimènes utilisés sont toujours très dilués pour leurs utilisations car ils ont une très forte odeur qui peut devenir désagréable, ainsi les quantités utilisées sont en général infimes. Il demeure une exception, l’ocimène est trouvé jusqu’à 60 % dans certains parfums. Il est alors dilué dans d’autres solvants atténuants.
L'odeur des fleurs de Belle-de-nuit (Mirabilis jalapa) est fortement dominée le (E)-β-ocimène.

## Utilisation
Les ocimènes sont souvent utilisés inconsciemment pour donner des saveurs à la nourriture mais surtout dans les huiles végétales, cela laisse entendre l'existence de certaines propriétés thérapeutiques.
Aussi, les abeilles utilisent cette molécule comme phéromone. Elle leur sert dans la transmission d’informations via des récepteurs qui permettent l’inhibition de formation d'ovaires chez les abeilles ouvrières.
Cette molécule est le secret de quelques parfums, leur donnant une senteur unique.